# Celmia uzza
Celmia uzza is een vlinder uit de familie van de Lycaenidae. De wetenschappelijke naam van de soort werd als Thecla uzza in 1873 gepubliceerd door William Chapman Hewitson.

## Synoniemen
- Thecla vomiba Schaus, 1902
- Dicya cyanoundulata Johnson, 1991